# دارنيل جنكينز
دارنيل جنكينز (بالإنجليزية: Darnell Jenkins)‏ هو لاعب كرة قدم أمريكية أمريكي، ولد في 31 ديسمبر 1982 في ميامي في الولايات المتحدة.

## وصلات خارجية
- دارنيل جنكينز على موقع مرجع كرة القدم المحترفة.كوم (الإنجليزية)